# Pandineum pauronyx
Pandineum pauronyx är en mångfotingart som beskrevs av Chamberlin 1955. Pandineum pauronyx ingår i släktet Pandineum och familjen storjordkrypare. Inga underarter finns listade i Catalogue of Life.